# Constantin Lozovanu
Constantin Lozovanu (n. 22 octombrie 1946, Lozova, URSS – d. 10 ianuarie 2021, Chișinău, Republica Moldova) a fost un general de justiție din Republica Moldova, care a îndeplinit funcția de judecător la Curtea Constituțională.
A lucrat ca judecător. La 17 martie 1998, a fost numit, prin decret prezidențial, în funcția de judecător la Curtea Constituțională. I s-a conferit apoi, la propunerea Președintelui Curții Constituționale gradul superior de calificare a judecătorului, de la data desemnării în funcție. A fost trecut în rezervă cu gradul de colonel de justiție.
La data de 6 martie 2000, președintele Petru Lucinschi i-a acordat gradul militar de general de brigadă de justiție în rezervă. În 2020, a fost decorat cu Ordinul „Gloria Muncii” pentru meritele sale în activitatea ca judecător al Curții Constituționale.